# Pierre Giacometti
Pour les articles homonymes, voir Giacometti.
Pierre Giacometti, né le 14 juin 1962 à Boulogne-Billancourt, est un consultant en stratégie d’opinions et de communication, et enseignant à l’Institut d'études politiques de Paris depuis 1989,. Il est ancien directeur général d'Ipsos France et président du cabinet « Giacometti Péron & Associés » depuis 2008.

## Biographie
Après des études secondaires à Sainte-Croix de Neuilly, Pierre Giacometti est diplômé de l’Institut d’études politiques (IEP) de Paris.
Il commence sa carrière, en 1985, à l’institut de sondages BVA, en tant que chargé d’études. Il en devient le directeur des études politiques et directeur du département opinion en 1987 et est nommé Directeur exécutif en 1992.
En 1995, il rejoint le groupe Ipsos comme Directeur général d’Ipsos Opinion. En 2000, il devient Directeur général d’Ipsos France et Directeur International Division Public Affairs, fonction qu’il occupera jusqu’en janvier 2008.
Alors directeur général d'Ipsos France, Pierre Giacometti, tout comme Roland Cayrol et Christophe Barbier, participe de manière régulière à l'émission d'informations quotidienne C dans l'air diffusée sur la chaîne de télévision France 5.
Le soir du premier tour de l'élection présidentielle française de 1995, il est vivement critiqué par l'ensemble du personnel politique, notamment Nicolas Sarkozy sur le plateau de France Télévisions, accusé d'avoir donné une estimation trop favorable à Jacques Chirac. Ses estimations se sont avérées les plus proches du résultat final.
Il est, par ailleurs, membre du Conseil d’administration du groupe Casino, en tant que censeur.

### Affaire des sondages de l’Élysée
Après avoir conseillé Nicolas Sarkozy durant la campagne de l'élection présidentielle française de 2007, il est invité au Fouquet's le soir de l'élection. Son indépendance est alors remise en cause,.
En janvier 2008, il quitte Ipsos pour créer avec Alain Péron une société de conseil en stratégie et en communication « Giacometti Péron & Associés ». En 2007 et 2008, le cabinet d'études facture plus de 65 000 € par mois à l'Élysée son activité de conseil. En novembre 2011, ce cabinet est mis en cause par un rapport de la Cour des comptes qui met en lumière l'attribution par les services du Premier ministre François Fillon de marchés de communication à ce cabinet sans publicité ni appel à la concurrence.
Le 29 juillet 2015, Pierre Giacometti est entendu puis mis en examen pour « recel de délit de favoritisme ». Il est condamné le 21 janvier 2022 à six mois de prison avec sursis et 70.000 euros d'amende. Le procès en appel démarre le 5 mai 2025. 

## Distinction
Le 31 janvier 2008, Pierre Giacometti a été fait  Chevalier de la Légion d'honneur par le président de la République française Nicolas Sarkozy.

## Dans la fiction
- 2013 : dans le téléfilm La Dernière Campagne, son rôle est interprété par Philippe Dusseau.

### Article de presse
- Pierre Giacometti - Conseiller à la courbe, Anne-Sophie Mercier, Le Canard enchaîné, mercredi 17 juin 2015, p. 7.